# 서정아
서정아(본명: 송서정, 1972년 8월 8일 ~ )는 대한민국 가수이다.
현재 거주지는 서울특별시 영등포구 여의도동이다.

## 경력
- 2018년 구리농수산물도매시장 홍보대사

## 데뷔
- 2006년 1집 앨범 "쏩니다"

## 음반
- 2006년 1집 - 쏩니다
- 2009년 2집 - 따라갈래요
- 2012년 소리소 - My Hero
- 2013년 3집 - 찌릿찌릿
- 2014년 4집 - 아니 뭐?
- 2015년 EP - 오 나의 대한민국
- 2016년 5집 - 거리에서
- 2017년 싱글 - 함양 그곳에
- 2019년 싱글 - 꽃보다 고양
- 2019년 싱글 - 지평선
- 2019년 싱글 - 그랬었구나
- 2019년 싱글 - 나빌레라
- 2020년 싱글 - 신뱃노래
- 2020년 싱글 - 사랑의 말
- 2020년 싱글 - 삶이 주는 그늘
- 2020년 싱글 - 하나 된 사랑
- 2021년 싱글 - 귀향 (歸鄕)
- 2021년 싱글 - 나는요 그댄요

## TV 게스트
- 2007년 4월 7일 KBS1 가족오락관

## 수상
- 2005년 세계문화예술대상 신인가수상 수상